# Pedro Brichfeus
Pedro Brichfeus y Terns (Castelltersol 1670 - Viena 1724). Militar español al servicio de los Tres Comunes durante la Campaña de Cataluña (1713-1714) que fue la última fase de la Guerra de Sucesión Española. 
Payés terrateniente del municipio de Tarrasa, en 1713 le concedió patente de coronel para que levantara a su costa un regimiento de caballería fuera de Barcelona. Bajo las órdenes del marqués del Poal combatió en la zona central de la Cataluña interior junto al coronel Francisco Busquets y Mitjans. En agosto de 1714 luchó en la batalla de Talamanca y formó parte del destacamento que intentó entrar en Barcelona tras reunirse con el ayudante de Villarroel Martín de Zubiría. Fracasada la operación se retiró hacia Olesa de Montserrat y tras la caída de Barcelona acuarteló a sus hombres en Cardona. Embargados sus bienes, se exilió en el Imperio Austríaco donde combatió contra los turcos.